# Volley Bergamo 2018-2019
Questa voce raccoglie le informazioni riguardanti il Volley Bergamo nelle competizioni ufficiali della stagione 2018-2019.

## Stagione
Nella stagione 2018-19 il Volley Bergamo assume la denominazione sponsorizzata di Foppapedretti Bergamo.
Partecipa per la venticinquesima volta alla Serie A1; chiude la regular season di campionato al nono posto in classifica, non qualificandosi per i play-off scudetto.

## Organigramma societario
Area direttiva
- Presidente: Luciano Bonetti

Area tecnica
- Allenatore: Matteo Bertini
- Allenatore in seconda: Daniele Turino
- Scout man: Gianni Bonacina
- Video man: Matteo Prezioso

Area sanitaria
- Medico: Fabrizio Caroli
- Preparatore atletico: Michele Patoia
- Osteopata: Davide Pavanelli

## Rosa
| N° | Nome                | Ruolo | Data di nascita   | Nazionalità sportiva |
| -- | ------------------- | ----- | ----------------- | -------------------- |
| 1  | Malwina Smarzek     | O     | 3 giugno 1996     | Polonia              |
| 2  | Lucia Imperiali     | L     | 5 maggio 1999     | Italia               |
| 3  | Rossella Olivotto   | C     | 27 aprile 1991    | Italia               |
| 5  | Immacolata Sirressi | L     | 19 maggio 1990    | Italia               |
| 6  | Megan Courtney      | S     | 27 ottobre 1993   | Stati Uniti          |
| 7  | Hannah Tapp         | C     | 21 maggio 1995    | Stati Uniti          |
| 8  | Giulia Carraro      | P     | 25 luglio 1994    | Italia               |
| 9  | Camilla Mingardi    | S     | 19 ottobre 1997   | Italia               |
| 10 | Carlotta Cambi      | P     | 28 maggio 1996    | Italia               |
| 17 | Sara Loda           | S     | 22 agosto 1990    | Italia               |
| 18 | Roslandy Acosta     | S     | 25 febbraio 1992  | Venezuela            |
| 19 | Ema Strunjak        | C     | 24 settembre 1999 | Croazia              |

## Mercato
| Acquisti | Acquisti            | Acquisti      | Acquisti   |
| R.       | Nome                | da            | Modalità   |
| -------- | ------------------- | ------------- | ---------- |
| P        | Carlotta Cambi      | Pesaro        | definitivo |
| P        | Giulia Carraro      | Pesaro        | definitivo |
| S        | Megan Courtney      | -             | definitivo |
| S        | Sara Loda           | Pro Victoria  | definitivo |
| S        | Camilla Mingardi    | River         | definitivo |
| C        | Rossella Olivotto   | Pesaro        | definitivo |
| L        | Immacolata Sirressi | Casalmaggiore | definitivo |
| O        | Malwina Smarzek     | Chemik Police | definitivo |
| C        | Hannah Tapp         | San Casciano  | definitivo |

| Cessioni | Cessioni         | Cessioni      | Cessioni      |
| R.       | Nome             | a             | Modalità      |
| -------- | ---------------- | ------------- | ------------- |
| S        | Valeria Battista | Pool Piave    | definitivo    |
| P        | Jennifer Boldini | Soverato      | definitivo    |
| L        | Paola Cardullo   | Filottrano    | definitivo    |
| S        | Sanja Malagurski | -             | definitivo    |
| P        | Ofelia Malinov   | Imoco         | fine prestito |
| S        | Francesca Marcon | Casalmaggiore | definitivo    |
| C        | Paola Paggi      | -             | fine carriera |
| C        | Mina Popović     | San Casciano  | definitivo    |
| S        | Myriam Sylla     | Imoco         | definitivo    |

## Risultati

### Serie A1

#### Girone di andata
| 1ª giornata - 28 ottobre 2018 Palazzetto dello sport, Bergamo     | Bergamo           | 0 - 3 | UYBA         | 24-26, 15-25, 20-25               |
| 2ª giornata - 1º novembre 2018 PalaRadi, Cremona                  | Casalmaggiore     | 3 - 0 | Bergamo      | 25-19, 25-21, 25-23               |
| 3ª giornata - 4 novembre 2018 PalaTerdoppio, Novara               | AGIL              | 3 - 0 | Bergamo      | 25-12, 25-15, 25-15               |
| 4ª giornata - 11 novembre 2018 Palazzetto dello sport, Bergamo    | Bergamo           | 1 - 3 | San Casciano | 26-24, 11-25, 19-25, 23-25        |
| 5ª giornata - 14 novembre 2018 PalaVerde, Villorba                | Imoco             | 3 - 0 | Bergamo      | 25-14, 25-16, 25-20               |
| 6ª giornata - 18 novembre 2018 PalaGeorge, Montichiari            | Millenium Brescia | 1 - 3 | Bergamo      | 21-25, 24-26, 25-22, 23-25        |
| 7ª giornata - 25 novembre 2018 Palazzetto dello sport, Bergamo    | Bergamo           | 3 - 1 | Cuneo Granda | 25-17, 22-25, 25-22, 25-21        |
| 8ª giornata - 2 dicembre 2018 Palazzetto dello sport, Bergamo     | Bergamo           | 3 - 1 | Filottrano   | 25-18, 25-18, 23-25, 25-16        |
| 9ª giornata - 9 dicembre 2018 PalaMaddalene, Chieri               | Chieri '76        | 2 - 3 | Bergamo      | 25-15, 14-25, 25-19, 23-25, 10-15 |
| 10ª giornata - 15 dicembre 2018 Palazzetto dello sport, Bergamo   | Bergamo           | 3 - 0 | Club Italia  | 25-17, 25-17, 28-26               |
| 12ª giornata - 26 dicembre 2018 Palazzetto dello Sport, Scandicci | Savino Del Bene   | 3 - 2 | Bergamo      | 25-21, 23-25, 25-21, 23-25, 15-8  |
| 13ª giornata - 29 dicembre 2018 Palazzetto dello sport, Bergamo   | Bergamo           | 1 - 3 | Pro Victoria | 25-20, 20-25, 22-25, 18-25        |

#### Girone di ritorno
| 1ª giornata - 6 gennaio 2019 Palazzetto dello sport, Bergamo   | UYBA         | 1 - 3 | Bergamo           | 27-29, 23-25, 25-18, 23-25        |
| 2ª giornata - 9 gennaio 2019 PalaRadi, Cremona                 | Bergamo      | 3 - 2 | Casalmaggiore     | 25-20, 25-22, 21-25, 17-25, 15-9  |
| 3ª giornata - 13 gennaio 2019 PalaTerdoppio, Novara            | Bergamo      | 1 - 3 | AGIL              | 21-25, 25-23, 22-25, 18-25        |
| 4ª giornata - 27 gennaio 2019 Palazzetto dello sport, Bergamo  | San Casciano | 3 - 2 | Bergamo           | 25-21, 25-18, 22-25, 24-26, 15-12 |
| 5ª giornata - 29 gennaio 2019 PalaVerde, Villorba              | Bergamo      | 0 - 3 | Imoco             | 23-25, 17-25, 25-27               |
| 6ª giornata - 9 febbraio 2019 PalaGeorge, Montichiari          | Bergamo      | 3 - 1 | Millenium Brescia | 25-13, 22-25, 25-15, 25-21        |
| 7ª giornata - 17 febbraio 2019 Palazzetto dello sport, Bergamo | Cuneo Granda | 3 - 1 | Bergamo           | 15-25, 25-20, 25-15, 25-22        |
| 8ª giornata - 24 febbraio 2019 Palazzetto dello sport, Bergamo | Filottrano   | 3 - 1 | Bergamo           | 30-28, 27-29, 25-16, 25-22        |
| 9ª giornata - 3 marzo 2019 PalaMaddalene, Chieri               | Bergamo      | 2 - 3 | Chieri '76        | 25-23, 20-25, 22-25, 25-9, 9-15   |
| 10ª giornata - 10 marzo 2019 Palazzetto dello sport, Bergamo   | Club Italia  | 0 - 3 | Bergamo           | 23-25, 17-25, 4-25                |
| 12ª giornata - 23 marzo 2019 Palazzetto dello Sport, Scandicci | Bergamo      | 3 - 0 | Savino Del Bene   | 25-22, 28-26, 25-16               |
| 13ª giornata - 30 marzo 2019 Palazzetto dello sport, Bergamo   | Pro Victoria | 3 - 1 | Bergamo           | 16-25, 27-25, 25-20, 25-20        |

## Statistiche

### Statistiche di squadra
| Competizione | Punti | In casa | In casa | In casa | In trasferta | In trasferta | In trasferta | Totale | Totale | Totale |
| Competizione | Punti | G       | V       | P       | G            | V            | P            | G      | V      | P      |
| ------------ | ----- | ------- | ------- | ------- | ------------ | ------------ | ------------ | ------ | ------ | ------ |
| Serie A1     | 31    | 12      | 6       | 6       | 12           | 4            | 8            | 24     | 10     | 14     |
| Totale       | -     | 12      | 6       | 6       | 12           | 4            | 8            | 24     | 10     | 14     |

G = partite giocate; V = partite vinte; P = partite perse

### Statistiche dei giocatori
| Giocatore    | Serie A1 | Serie A1 | Serie A1 | Serie A1 | Serie A1 | Totale | Totale | Totale | Totale | Totale |
| Giocatore    | P        | PT       | AV       | MV       | BV       | P      | PT     | AV     | MV     | BV     |
| ------------ | -------- | -------- | -------- | -------- | -------- | ------ | ------ | ------ | ------ | ------ |
| R. Acosta    | 21       | 164      | 147      | 9        | 8        | 21     | 164    | 147    | 9      | 8      |
| C. Cambi     | 24       | 46       | 31       | 11       | 4        | 24     | 46     | 31     | 11     | 4      |
| G. Carraro   | 20       | 6        | 3        | 2        | 1        | 20     | 6      | 3      | 2      | 1      |
| M. Courtney  | 23       | 195      | 168      | 21       | 6        | 23     | 195    | 168    | 21     | 6      |
| L. Imperiali | 10       | 1        | 1        | 0        | 0        | 10     | 1      | 1      | 0      | 0      |
| S. Loda      | 19       | 88       | 65       | 6        | 17       | 19     | 88     | 65     | 6      | 17     |
| C. Mingardi  | 21       | 200      | 169      | 21       | 10       | 21     | 200    | 169    | 21     | 10     |
| R. Olivotto  | 24       | 229      | 157      | 65       | 7        | 24     | 229    | 157    | 65     | 7      |
| I. Sirressi  | 22       | 0        | 0        | 0        | 0        | 22     | 0      | 0      | 0      | 0      |
| M. Smarzek   | 24       | 342      | 305      | 29       | 8        | 24     | 342    | 305    | 29     | 8      |
| E. Strunjak  | 12       | 29       | 18       | 9        | 2        | 12     | 29     | 18     | 9      | 2      |
| H. Tapp      | 24       | 158      | 101      | 46       | 11       | 24     | 158    | 101    | 46     | 11     |

P = presenze; PT = punti totali; AV = attacchi vincenti; MV = muri vincenti; BV = battute vincenti